# Maria Czenczek
Maria Czenczek (ur. 28 kwietnia 1952 w Modlikowicach) – polska polityk, pedagog i działaczka związkowa, posłanka na Sejm X kadencji (1989–1991).

## Życiorys
Ukończyła w 1971 Liceum Ogólnokształcące w Dynowie, a w 1980 studia pedagogiczne w Wyższej Szkole Nauk Społecznych przy KC PZPR w Warszawie. Pracowała jako koronkarka w Brzozowie oraz od 1981 jako nauczycielka w Szkole Podstawowej nr 1 w Przysietnicy. W 1986 objęła funkcję przewodniczącej struktur Związku Nauczycielstwa Polskiego w Brzozowie.
Z ramienia Polskiej Zjednoczonej Partii Robotniczej pełniła mandat radnej Wojewódzkiej Rady Narodowej w Krośnie, należała do prezydium jednostki terenowej partii. W latach 1989–1991 była posłem na Sejm kontraktowy z okręgu krośnieńskiego. Zasiadała w Komisji Edukacji, Nauki i Postępu Technicznego, na koniec kadencji należała do Parlamentarnego Klubu Lewicy Demokratycznej. Następnie związana z Sojuszem Lewicy Demokratycznej, bez powodzenia z listy tego ugrupowania kandydowała w wyborach samorządowych w 2002 i w 2006.
Została odznaczona m.in. Brązowym Krzyżem Zasługi (1975), Srebrnym Krzyżem Zasługi (1980), Złotą Odznaką ZNP (1995) oraz Medalem Komisji Edukacji Narodowej.